# James Bond 007 (videojuego de 1998)
James Bond 007 (ジェームズ・ボンド007) es un juego de acción-aventura desarrollado por Nintendo para la consola Game Boy. Protagonizado por el agente secreto de Ian Fleming, James Bond. Lanzado en 1998, el juego presenta una historia con los personajes de varias películas de James Bond, como Oddjob y Tiburón. También incorpora minijuegos juegos de azar, tales como Baccarat y Blackjack.

## Historia
El juego comienza con Bond en un pueblo chino gobernado por una señora de la guerra llamada Zhong Mae. Bond se infiltra en su dojo, roba los planes dados a ella y tras derrotarla, Bond escapa del clan ninja en una lancha rápida y regresa a Londres. M, jefe del MI6, le dice a Bond que los planes son para un escondite de armas secretas en algún lugar de una parte desconocida del mundo. Bond luego se dirige al Kurdistán para encontrar al agente 008, que está desaparecido en combate. Bond logra rescatar a 008 después de matar a Iqbal, que gobierna la ciudad. 008 instruye Bond para ir a Marrakech para encontrar uno de los viejos enemigos de Bond, Oddjob, que está trabajando para alguien que está contrabandeando armas.
Después de un poco de disputas dentro del mercado negro, apostando en un casino, y cumplir con el hombre de la rata, Bond recibe una pistola de dardos para dormir que utiliza el hombre de confianza de Oddjob. Después de robar la llave de la habitación del hombre de confianza, Bond es emboscado por Oddjob dentro de su habitación de hotel y llevado al desierto del Sahara. Allí Bond utiliza una cantimplora para sostenerse a medida que avanza por el desierto, que poco a poco comienza a matarlo. Bond llega a un aeropuerto cercano, que ha sido preparado por M para llevarlo al Tíbet, donde debe escalar una montaña, derrotar a Sumos y vuelve a ser capturado por Oddjob de nuevo.
A la espera de la tortura en la base de armas secretas, Zhong Mae llega y le dice a Bond que ha cambiado de bando, afirmando que sólo estaba tratando de ayudar a su pueblo financieramente. Con su ayuda, Bond derrota Oddjob y lo interroga sobre quién está detrás de la trama. Oddjob da el nombre: general Golgov, un general de alto rango en Rusia. Oddjob le dice a Bond que debe volver a Kurdistán donde encuentra a dos socios de Golgov, Saddam y Khatar, mientras Zhong Mae dice Bond para encontrar a su amigo, Mustafa. Después de que Bond derrota a Khatar y Saddam, Mustafa le da las gracias por parar la guerra que destruyó la aldea de Iqbal y luego le da un espejo. Con la ayuda de un guía, Bond llega al borde de la base de Golgov, en la que Bond logra infiltrarse. En el interior, Bond mata a Tiburón y luego comienza a desentrañar las verdaderas intenciones del general: un holocausto nuclear con el general emergiendo como el gobernante del mundo. Bond utiliza una bazuca para destruir al General en su robot y luego ayuda a Zhong Mae en el cierre de la base. Bond y Mae luego de tomar un barco hacia el mar donde un submarino británico los rescata y felicita a Bond.

## Jugabilidad
El modo de juego de James Bond 007 se presenta desde una perspectiva de arriba hacia abajo. Como James Bond, el jugador controla a un arsenal de armas y objetos. Jugar más como El juego Legend of Zelda que el juego Goldeneye 007 para la Nintendo 64, James Bond debe utilizar los elementos en el lugar y momento adecuado para cualquiera de colar a través de situaciones imposibles o para resolver una misión. Los jugadores pueden guardar hasta tres juegos y/o eliminarlos, como los juegos de Zelda. Sin armas, el jugador puede usar a los puños o movimientos de karate. Estaba cubierto de una cuestión de Nintendo Power ser uno de los últimos juegos de Game Boy 1998 para ser lanzado en el siglo XX. El título es en blanco y negro; lo que significa que fue pensado para ser jugado en la Game Boy original.

## Recepción
El juego recibió una puntuación media de 62,14% en Game Rankings, basado en un conjunto de 5 opiniones.